# Vũ Thị Mai
Vũ Thị Mai (ur. 15 stycznia 1990) – wietnamska zapaśniczka walcząca w stylu wolnym.
Srebrna medalistka igrzysk Azji Południowo-Wschodniej w 2009. Wicemistrzyni Azji juniorów w 2010 i trzecia w 2009.